# Gibraltar Stock Exchange
Die Gibraltar Stock Exchange (GSX) war eine Wertpapierbörse mit Sitz in Gibraltar, einem britischen Überseegebiet. Sie operierte von 2014 bis 2023.

## Geschichte
Sie wurde 2014 gegründet und nahm im ersten Quartal 2015 den vollständigen Betrieb auf. Die Börse war die erste voll lizenzierte Börse in Gibraltar. Die Eröffnung erfolgte in zwei unterschiedlichen Phasen. In der ersten „Soft-Launch“-Phase ab Anfang November 2014 lud die GSX Unternehmen ein, sich um die Mitgliedschaft als Listing Members zu bewerben, wobei eine Reihe von Personen großes Interesse bekundet hatten. Die vollständige Öffnung für die Notierungen selbst erfolgte im ersten Quartal 2015. Mit Wirkung vom August 2016 hat die britische Steuerbehörde HM Revenue and Customs die GSX zur „anerkannten Börse“ erklärt.
Seit Oktober 2021 hat Valereum Plc („Valereum“) mit Sitz in Gibraltar eine Vereinbarung zum Erwerb von 80 % von GSX, die im Februar 2022 auf 90 % erhöht wurde. Der Deal unterlag der Genehmigung der Gibraltar Financial Services Commission (GFSC). Valereum war gemeinsam mit seinen Partnern bestrebt, mithilfe der Börse eine Brücke zwischen traditionellen Fiat- und Kryptowährungen zu schlagen. Der Deal war ein Katalysator für einen robusten Regulierungsrahmen mit Maßnahmen zur Bekämpfung der Geldwäsche (AML), der Gibraltar zu einem renommierten Rechtsgebiet mit einer weltweit ersten und weltweit führenden Börse machen sollte. Der Deal mit Valereum sollte im Dezember 2023 abgeschlossen werden, wobei 100 % der Anteile an der GX Group gegen 5,0 Millionen Aktien von Valereum und 10,0 Millionen Optionsscheine getauscht wurden sollten, die bis Dezember 2026 zu 1 Pence pro Aktie ausgeübt werden können.
Nach einem Scheitern der Übernahme durch Valereum stellte die GSX Ende 2023 ihren Betrieb komplett ein.